# Hangö hamn

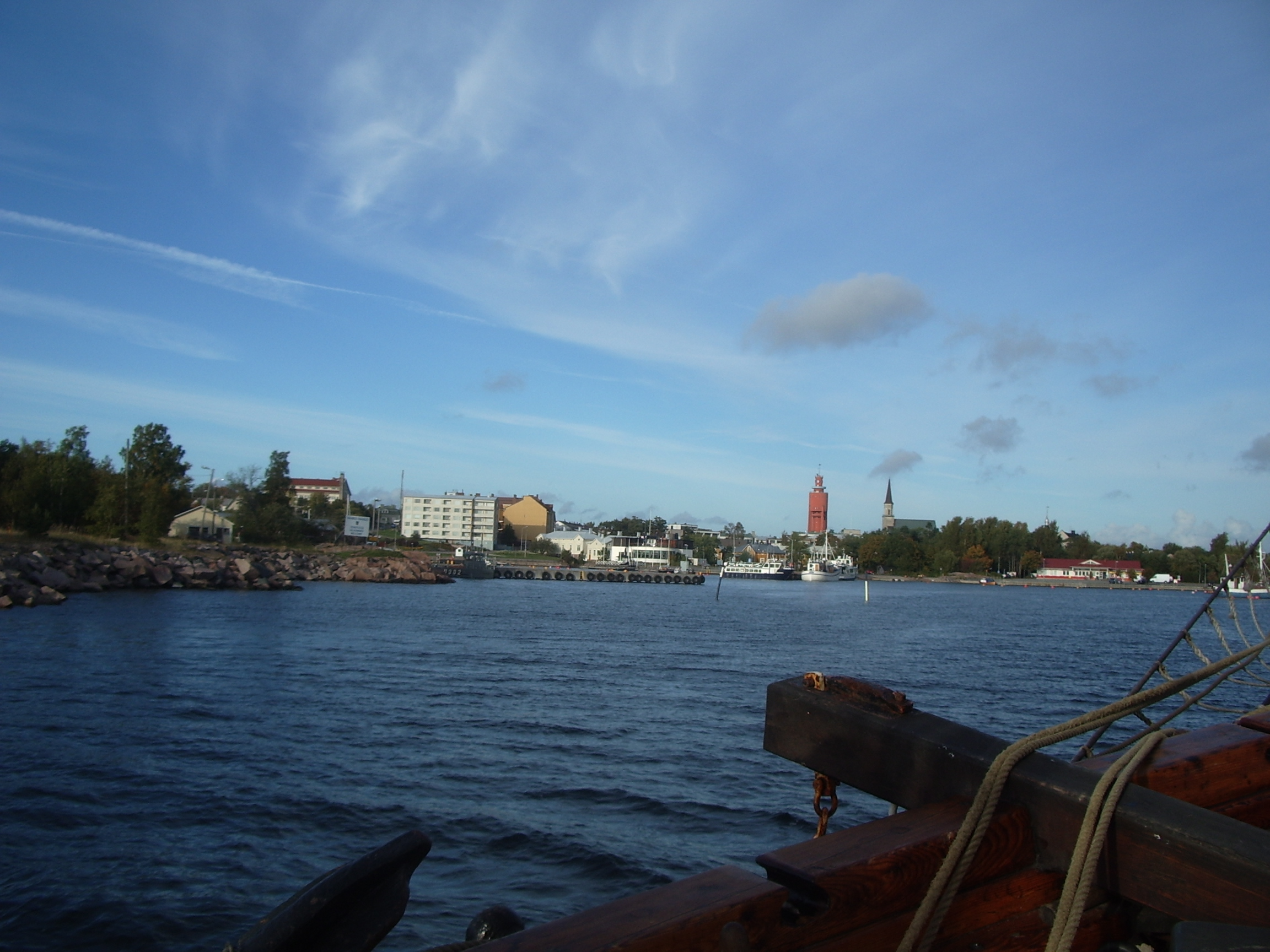
Inloppet till Hangö hamn, 2005.

Hangö hamn (finska: Hangon satama) är en hamn i Hangö stad i landskapet Nyland i Finland. Hamnen har en total kajlängd på 1 680 meter. Hangö hamn är Finlands sydligaste hamn. Hamnen är öppen dygnet runt och året om.
Fram till 1974 var hamnen ägd av finländska staten. Hamnen drevs mellan 1974 och 2014 av det kommunala affärsverket: Hangö stads hamnverk/hamn (finska: Hangon kaupungin satamalaitos/satama). Vid årsskiftet 2013/2014 bolagiserades hamnen,  och det nya aktiebolaget ägs helt av Hangö stad. Det nybildade aktiebolaget fick ett enspråkigt finskt namn, Hangon Satama Oy . 
Inom hamnområdet arbetar i dag ett flertal företag, varav kan nämnas Finlands Frihamn Ab och Oy Hangö Stevedoring Ab.  
Importen och exporten över Hangö hamn domineras inte längre (år 2016) av några speciella produkter. Hamnverksamheten har på senare år blomstrat upp, och ett nytt rekordår inträffade 2015.

## Hamndelar

### Västra hamnen
Västra hamnen används för bilimport, pappersexport , samt för container- och trailertrafik.
Antalet fartygsanlöp till Västra hamnen är omkring 1 350 fartyg per år. 
Kajer
- Ro-ro-kaj Nr 1: (Djupkaj) Längd 245 m, vattendjup 13 meter.
- Ro-ro-kaj Nr 2: Längd 220 meter, vattendjup 9,0 meter.
- Ro-ro-kaj Nr 3: Längd 280 meter, vattendjup 9,0 meter.
- Ro-ro-kaj Nr 4: Längd 165 meter, vattendjup 9,0 meter.
- Ro-ro-kaj Nr 5: Längd 300 meter, vattendjup 7,8 meter.
- Övriga kajer: Längd 120 meter, vattendjup 6,8 meter.

Lagringslokaler
- Lager T 1: 16 000 m².
- Lager T 2: 5 000 m².
- Lager T 3: 10 000 m².
- Lager T 4: 18 000 m².
- Före detta Engelska magasinet: 3 500 m².
- Före detta. Smörmagasinet: 2 000 m².
- Passagerarterminalen: 800 m².

Upplagsytor (Utelagringsytor)
- Kaj 1 och 4: 47 000 m².
- Kaj 2: 12 000 m².
- Kaj 3: 29 000 m².
- På övriga ställen i Västra hamnen: 40 000 m².

### Yttre hamnen/frihamnen
Yttre hamnen/ frihamnen ligger i sydvästra delen av Hangö hamn. Den utnyttjas för lagring och omlastning av gods, främst importerade bilar. Lagringslokaler omfattar 21 000 m². Utelagringsytor omfattar 600 000 m². Stora ytor utomhus används för uppställning av importerade bilar. Antalet fartygsanlöp till Yttre hamnen /frihamnen är i runda tal 250 fartyg per år.    
Kajer
- Ro-ro-kaj OH 1: Längd 170 meter, vattendjup 7,3 meter (med ramp).
- Ro-ro-kaj:OH 2: Längd 180 meter, vattendjup 7,2 meter. (med ramp).

### Koverhar hamn
Cirka 18 kilometer nordost om Hangö tätort ligger Hangö hamns nyaste hamndel, Koverhar Hamn. Hamnen ligger väl skyddad och har lätt insegling. Här finns fyra stycken lyftkranar. Hangö hamn hyste förhoppningar om att kunna öppna hamnen i Koverhar under 2015, men det har på grund av olika anledningar fått förskjutas fram med ett år. 
- Kaj: Längd 250 meter, vattendjup 8 meter[4].

## Historik
Hangös gynnsamma geografiska läge vid ett hav som är isfri under större delen av vintern, bidrog till att en hamn anlades här. Hangö hamn har successivt byggts ut. Den första etappen byggdes mellan 1872 och 1875. För en kostnad av 4 miljoner dåvarande finska mark påbörjades utbyggnaden av hamnen nästa gång 1903 och invigdes den 9 december 1908. En järnväg som förband Hangö med övriga Storfurstendömet Finland och Ryssland färdigställdes 1873. 
Regelbunden vintertrafik på Hangö hamn inleddes 1877 och samma år startade en reguljär färjelinje året om med S/S Express på Stockholm. Detta möjliggjordes tack vare att Storfurstendömet Finland stationerade samma år en isbrytare (Murtaja), och sedermera isbrytaren Sampo i Hangö. Russarö fyr som står i inloppet till Hangö hamn togs också i bruk året runt 1877. Fyren hade dessförinnan varit släckt under vintertiden. Vid ungefär samma tid började hamnen användas för kombinerad gods- och passagerartrafik till kontinenten. Amerikaemigrationen och smörexporten bidrog något senare till uppkomsten av en regelbunden ångbåtstrafik på England året om. Amerikaemigranterna bytte till större fartyg i England. Totalt emigrerade cirka 250 000 finländare via Hangö hamn till Amerikas Förenta Stater (USA) och Kanada. 
Ett smörmagasin uppfördes 1907– 1909 i Västra hamnen. Smörmagasinet skadades svårt under första världskriget. Den återbyggdes i sin ursprungliga form mellan 1918 och 1923 och togs därefter åter i bruk. Finlands smörexport gick över Hangö fram till 1932. Under första världskriget förstördes även hamnkontoret i trä, och det dröjde till 1923  innan ett helt nytt hamnkontor byggdes. I dag är hamnkontoret inhyst i före detta smörmagasinet.  
Vilket årtal Engelska magasinet i Västra hamnen uppfördes är inte känt (Uppgift efterlyses). I hamnen har en storartad vågbrytare byggts ut i två omgångar. Den första etappen var klar 1873 och den andra etappen färdigställdes i slutet av 1890-talet. På 1890-talet uppfördes även ett tull- och packhus (Tyska magasinet) i östra delen av hamnen. Den har sedermera rivits.
Mellan åren 1924– 1929 fylldes området mellan Notholmen och fastlandet med fyllnadsjord.
Hangö hamns blomstringstid inträffade under den tidsperiod som hamnen var Finlands enda vinterhamn, det vill säga från och med 1877 till och med början på 1930-talet, då hamnen började känna av en hårdnande konkurrens från andra hamnar som också hade börjat hållas öppna vintertid.    
Efter vinterkriget var Finland tvungen att utarrendera halva Hangö udd till Sovjetunionen som marinbas för en tid av 30 år. På grund av krigsmotgångar under fortsättningskriget såg sig ryssarna tvingade att dra sig tillbaka i förtid från Hangö. Mellan den 22 mars 1940 och 2 december 1941, fungerade staden som en sovjetisk flottbas. Innan de sovjetiska styrkorna lämnade området förstörde de, efter bästa förmåga Hangö hamn. Exempelvis fylldes hamnbassängerna med all slags bråte.  
I början av 2010-talet väcktes tankar om att bygga ut Västra hamnen. De tankarna skrinlades, då ett närbeläget konkursdrabbat stålverks privata djuphamn var till salu, Koverhar Hamn.  I början av september 2014 godkände Hangö stadsfullmäktige lån på 10 miljoner euro för köp av hamn, vatten och mark i Koverhar. Hangö hamn kommer att öppna hamnen i Koverhar under 2016.   

### Trafik på senare tid
Rederi Superfast Ferries (ägare: Tallink) upprätthöll passagerartrafik på linjen Hangö– Rostock i Tyskland mellan den 17 maj 2001 och sista december 2006. En reguljär båtförbindelse mellan Hangö och Rostock nyöppnades den 7 oktober 2007 med ro-ro-fartyg. Det danska rederiet Scandlines satte till att börja med in ett ro-ro-fartyg på rutten. Avgångar skedde två dagar i veckan. Från och med årsskiftet 2007/2008 utökades trafiken med ytterligare ett ro-ro-fartyg och samtidigt utökades antalet avgångar till fyra dagar i veckan. Den 1 september 2012 tog det svenska rederiet Swedish Orient Line (SOL) över Scandlineslinjen Hangö– Rostock. Rederiet SOL satte den 22 januari 2015 ytterligare in ett ro-ro-fartyg, och utökade därmed antalet avgångar från fyra till fem per vecka.
Den 19 januari 2015 inledde också det finländska rederiet Finnlines ro-ro-trafik mellan Hangö och Rostock. Rederiet har ro-ro-fartyget M/S Finnmerchant på rutten, och antalet avgångar är två per vecka. . Detta rederi startade ävenledes vid årsskiftet 2015/2016 ro-ro-trafik på Gdynia i Polen, och antalet avgångar är tre per vecka. 
Den 30 oktober 2011 inledde det estniska rederiet Navirail reguljär trafik på Paldiski i Estland med ro-pax-fartyget M/S Via Mare. Fartyget trafikerade Hangö– Paldiski nio gånger i veckan i båda riktningarna fram till strax före julhelgen 2011. Efter en längre tids uppehåll inleddes trafiken på nytt den 12 juni 2012 med ett nytt ro-pax-fartyg, M/S Translubeca .
Den 8 januari 2014 satte Navirail in ett nytt större ro-pax-fartyg på linjen Hangö– Paldiski, M/S Liverpool Seaways
. Rederiets koncept är främst ro-ro-trafik, men bedriver även på rutten reguljär passagerartrafik i begränsad omfattning.  